# Summer in Eden
Summer in Edent is een studioalbum van Bert Heinen onder bandnaam Like Wendy.
Like Wendy gaf in die jaren jaarlijks een album af met nauwelijks veranderende muziek (en teksten). Bij Summer in Eden gooide Heinen het lichtjes over een andere boeg. Het dromerige is vervangen door somberheid binnen hetzelfde kader. Progwereld verwees naar Afraid of sunlight van Marillion en werk van Porcupine Tree en Radiohead, maar constateerde tevens een teloorgang van de muziek van vorige albums; een misstap in de muzikale loopbaan. 

## Musici
- Bert (Marien)  Heinen – zang, alle muziekinstrumenten

Met
- Mark-J. Heek (tevens hoesontwerp) – aanvullende zang op Flame of life en Inferno

## Muziek
| Nr. | Titel                 | Duur  |
| --- | --------------------- | ----- |
| 1.  | Flame of life         | 6:12  |
| 2.  | Eden                  | 7:36  |
| 3.  | Black hole            | 6:26  |
| 4.  | Aerosole              | 5:06  |
| 5.  | The last breath       | 8:05  |
| 6.  | Inferno               | 5:55  |
| 7.  | Sorry for the codaine | 4:03  |
| 8.  | Body ground           | 11:07 |
| 9.  | Cathedral             | 7:18  |
| 10. | verborgen track       | 2:12  |